# Giorgio Borg Olivier
Giorgio Borg Olivier, también escrito George Borg Olivier, (La Valeta, 5 de julio de 1911-Sliema, 29 de octubre de 1980) fue un jurista y político maltés, líder del Partido Nacionalista, que desempeñó el cargo de primer ministro de Malta en dos mandatos: 1950-1955 y 1962-1971. Durante su gobierno, Malta se convirtió en un estado independiente el 21 de septiembre de 1964.

## Biografía
Giorgio Borg Olivier nació en La Valeta en una familia muy vinculada con el nacionalismo maltés. Su tío Salvatore había sido portavoz del Partido Nacionalista en la década de 1920 y opositor al primer ministro probritánico Gerald Strickland. Tras completar los estudios secundarios, Giorgio obtuvo en 1937 el grado en Derecho por la Universidad de Malta y comenzó a trabajar como notario en Siġġiewi. 
Estuvo casado desde 1943 con Alexandra Mattei, con la que tuvo tres hijos: Angela, Alexander y Peter.

## Trayectoria política
Después de licenciarse, Borg Olivier inició su militancia en el Partido Nacionalista que entonces lideraban Ugo Pasquale Mifsud y Enrico Mizzi.
La entrada en política coincidió con la pérdida del autogobierno de Malta, por aquel entonces parte del Imperio Británico. El acercamiento de las élites maltesas a la cultura italiana suponía una amenaza para las autoridades británicas, que temían una invasión de la Italia fascista en plena Segunda Guerra Mundial. Durante el tiempo que duró el conflicto, Borg Olivier fue uno de los pocos miembros del consejo de gobierno que se opuso a la deportación de malteses bajo la acusación de irredentismo.
Ya con la autonomía restablecida, en los comicios legislativos de 1947 obtuvo un escaño en la Cámara de Representantes y en los de septiembre de 1950, con la victoria del Partido Nacionalista, asumió el ministerio de Empleo en el gobierno maltés. El primer ministro Enrico Mizzi falleció el 20 de diciembre de 1950, tres meses después de prometer el cargo, así que Borg Olivier tuvo que sustituirle como primer ministro y líder del Partido Nacionalista. Su primera decisión fue convocar elecciones anticipadas en 1951, en las que los nacionalistas ganaron y él pudo mantener su puesto al pactar con el Partido de los Trabajadores. Además de asumir la reconstrucción de la isla, su ejecutivo empezó a negociar con el gobierno británico para que Malta se convirtiera en un dominio independiente dentro de la Mancomunidad de Naciones. No obstante, acabaría siendo derrotado en 1955 por el laborista Dom Mintoff, partidario de la integración plena en el Reino Unido.
Entre 1955 y 1958, Borg Olivier fue el líder de la oposición y siguió defendiendo que Malta se convirtiera en un estado independiente dentro de la Mancomunidad. Respecto al referéndum de integración en el Reino Unido de febrero de 1956, los nacionalistas y la iglesia católica pidieron a la población que se abstuviera o votase «no». A pesar de que el resultado de la consulta fue positivo, las relaciones bilaterales entre Malta y la metrópoli empeoraron y Dom Mintoff terminaría dimitiendo en 1958 para defender también la independencia. Los británicos no pudieron convencer a Borg Olivier para que formase gobierno, de modo que la Constitución de Malta quedó suspendida durante cuatro años.

### Independencia de Malta

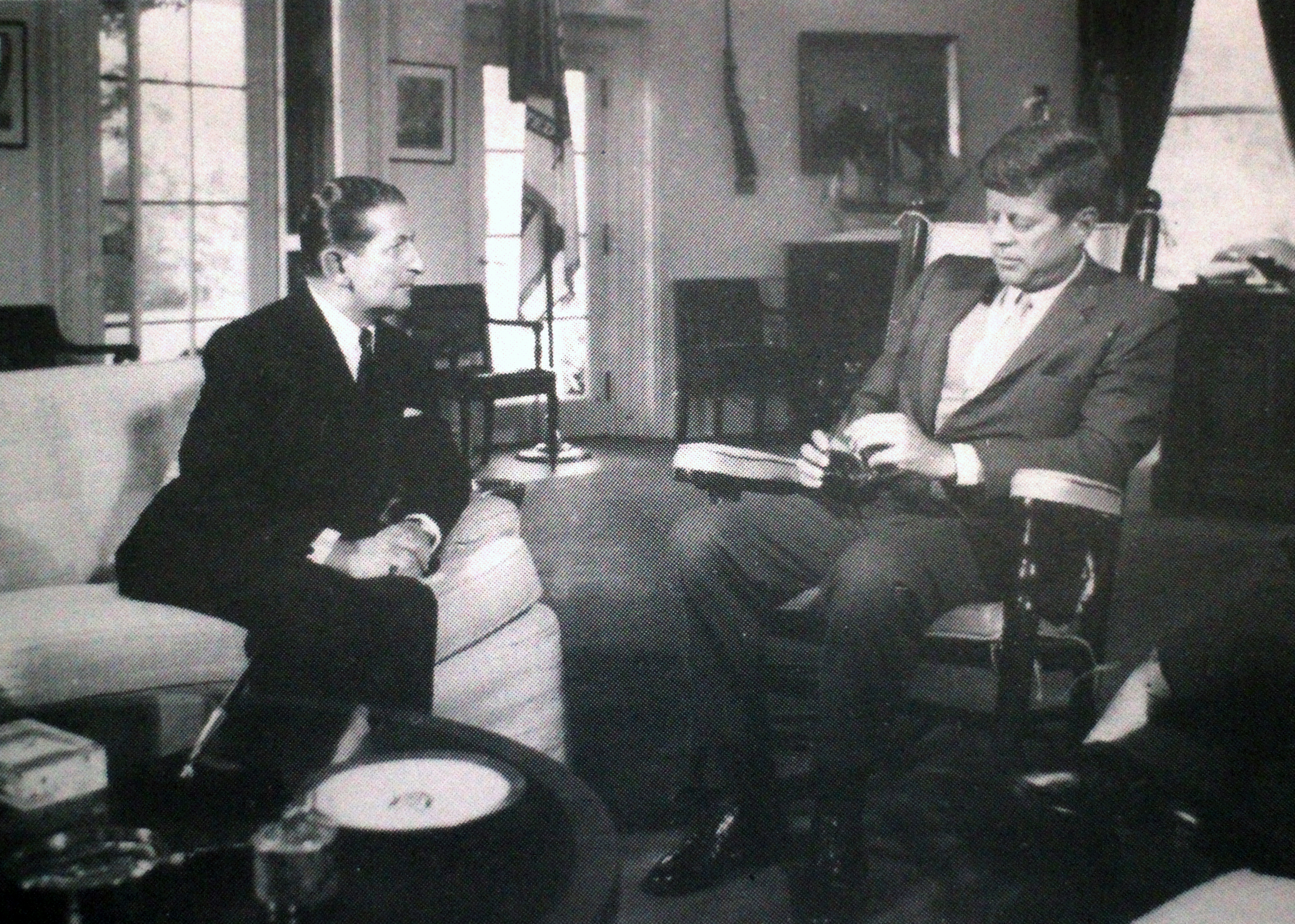
Borg Olivier con John F. Kennedy, presidente de los Estados Unidos (1963).

En febrero de 1962 se celebraron elecciones legislativas en las que el Partido Nacionalista obtuvo mayoría. Borg Olivier aceptó ser primer ministro a cambio de una reforma de la carta magna, confirmada a través de un referéndum, para convertir a Malta en un país independiente. El modelo de estado propuesto sería una monarquía constitucional, regida por Isabel II y con un gobernador general para la isla. Además, las fuerzas militares británicas y las de la OTAN mantendrían sus cuarteles. El referéndum tuvo lugar en mayo de 1964 y la opción «Sí» resultó vencedora con el 54,5% de los votos, por lo que Malta proclamó su independencia el 21 de septiembre de 1964. Desde ese momento, el gobierno llevó a cabo reformas económicas para impulsar el sector turístico, instalar plantas desalinizadoras y modernizar las zonas rurales. Además de la jefatura de gobierno, Borg Olivier fue también ministro de Economía (1961-1966) y ministro de Asuntos Exteriores (1964-1971).
La última legislatura de Borg Olivier (1966-1971) estuvo marcada por la cada vez mayor influencia de la iglesia católica en las acciones de gobierno, así como por las acusaciones de haber favorecido a familiares para acceder al Partido Nacionalista. La crisis económica, el incremento de los conflictos religiosos y las huelgas promovidas por los sindicatos acabaron debilitando su poder. El Partido Laborista de Mintoff resultó el más votado en las elecciones de 1971 y cinco años después ampliaría esa ventaja en las legislativas de 1976, en un clima de violencia política al que no supo hacer frente. Borg Olivier perdió la confianza del resto de miembros de su partido, y en 1977 acabó reemplazado del liderazgo nacionalista por Edward Fenech Adami.
Giorgio Borg Oliver falleció el 29 de octubre de 1980 en su hogar de Sliema, a los 69 años, víctima de un cáncer de pulmón. Tras un funeral de estado en La Valeta, fue enterrado en el cementerio de Paola.

## Condecoraciones
- Doctor Honoris Causa por la Universidad de Malta (1964)
- Orden de San Silvestre (1964)
- Orden de Pío IX (1964)
- Orden del Mérito de la Orden de Malta (1968)